# Mandy Poitras
Mandy Poitras (Mont-real, 5 d'agost de 1971) va ser una ciclista canadenca que s'especialitzà en la pista. Va guanyar una medalla al Campionats del Món en scratch.

## Palmarès

### Resultats a laCopa del Món en pista
- 1999
  - 1a a Ciutat de Mèxic, en Puntuació
- 2002
  - 1a a Cali, en Scratch